# Straordinarie avventure di Testa di Pietra
Straordinarie avventure di Testa di Pietra è un romanzo d'avventura lasciato incompiuto da Emilio Salgari e completato da Aristide Marino Gianella, collaboratore di Salgari nella redazione di "Per Terra e per Mare", che l'editore Bemporad preferì a Lorenzo Chiosso, amico dello scrittore veronese offertosi di completare l'opera. Venne pubblicato postumo nel 1915 con venti illustrazioni di Alberto Della Valle.
È il terzo ed ultimo romanzo del ciclo dei corsari delle Bermude, ambientato ai tempi della guerra di indipendenza americana (circa un secolo dopo Il Corsaro Nero), comprendente anche I corsari delle Bermude e La crociera della Tuonante.

## Trama
Il mastro artigliere bretone è la figura di primo piano di questo terzo ed ultimo romanzo del ciclo nel cui sfondo vi è sempre la guerra d'indipendenza americana. Gli insorti americani hanno liberato dagli inglesi Boston, le province del sud e New York, ora le truppe di Washington sono impegnate nel Canada. È di vitale importanza che alcune urgentissime istruzioni arrivino alle truppe americane presenti vicino al Lago Champlain, ma l'impresa è tanto più difficile e pericolosa in quanto si compie in inverno inoltrato e la zona da attraversare è abitata da indiani che appoggiano gli inglesi. E chi poteva essere più adatto di Testa di Pietra, popolarissimo per la sua forza, la sua astuzia e la sua mira infallibile? Perciò il buon mastro e Piccolo Flocco partono per la difficile missione.
Nonostante il tradimento della guida Davis e tante insidie, Testa di Pietra è sempre all'altezza della situazione; grazie alla sua forza riesce a sconfiggere in un duello a colpi d'ascia il capo di una tribù indiana e diventa così nientemeno che grande "sackem"! È in questa veste che incontra il suo amato baronetto William Mac-Lellan, inviato da Washington a controllare la situazione. Quest'ultimo viene anche informato della presenza molto vicina del fratellastro, il pericoloso rivale marchese d'Halifax. Infine presso il castello del barone di Clairmont avviene lo scontro decisivo tra i due nobili scozzesi. La vittoria non può però che spettare al leale e generoso Mac-Lellan ed è con la morte del Marchese d'Halifax che si chiude definitivamente questo ciclo sullo fondo di un'altra vittoria: quella dell'indipendenza americana.

## Edizioni
- Emilio Salgari, Straordinarie avventure di Testa di Pietra, Bemporad, 1915.
- Emilio Salgari, Straordinarie avventure di Testa di Pietra, Salgariana, Ugo Mursia, 1974,  p. 240, ISBN.